# کووو
کووو (به ایتالیایی: Covo}} یک کومونه در ایتالیا است که در استان برگامو واقع شده‌است.

## خصوصیات
کووو ۱۲٫۷ کیلومترمربع مساحت و ۳٬۵۴۷ نفر جمعیت دارد و ۱۱۵ متر بالاتر از سطح دریا واقع شده‌است.